# دانشگاه مهندسی و فناوری، لاهور
دانشگاه مهندسی و فناوری، لاهور (انگلیسی: University of Engineering and Technology, Lahore، اردو: جامعۂ ہندسہ و تکنیک، لاہور) قدیمی‌ترین دانشگاه فنی و مهندسی در پاکستان است۔

## تاریخ
دانشگاه مهندسی و فناوری، لاهو تأسیس، در سال ۱۹۲۱ در منطقه مغلپوره به عنوان دانشکده فنی مغلپوره۔
1. ↑  Gabol, Imran (2023-03-24). "Only 13 Pakistani universities make it to QS World subject rankings". DAWN.COM (به انگلیسی). Retrieved 2023-05-11.